# Tabernaemontana catharinensis
Tabernaemontana catharinensis es una especie arbórea del género Tabernaemontana perteneciente a la familia Apocynaceae. Es conocida comúnmente con el nombre de palo víbora, horquetero, zapirandí, o sapirandí. Se encuentra en bosques y selvas del centro de América del Sur.

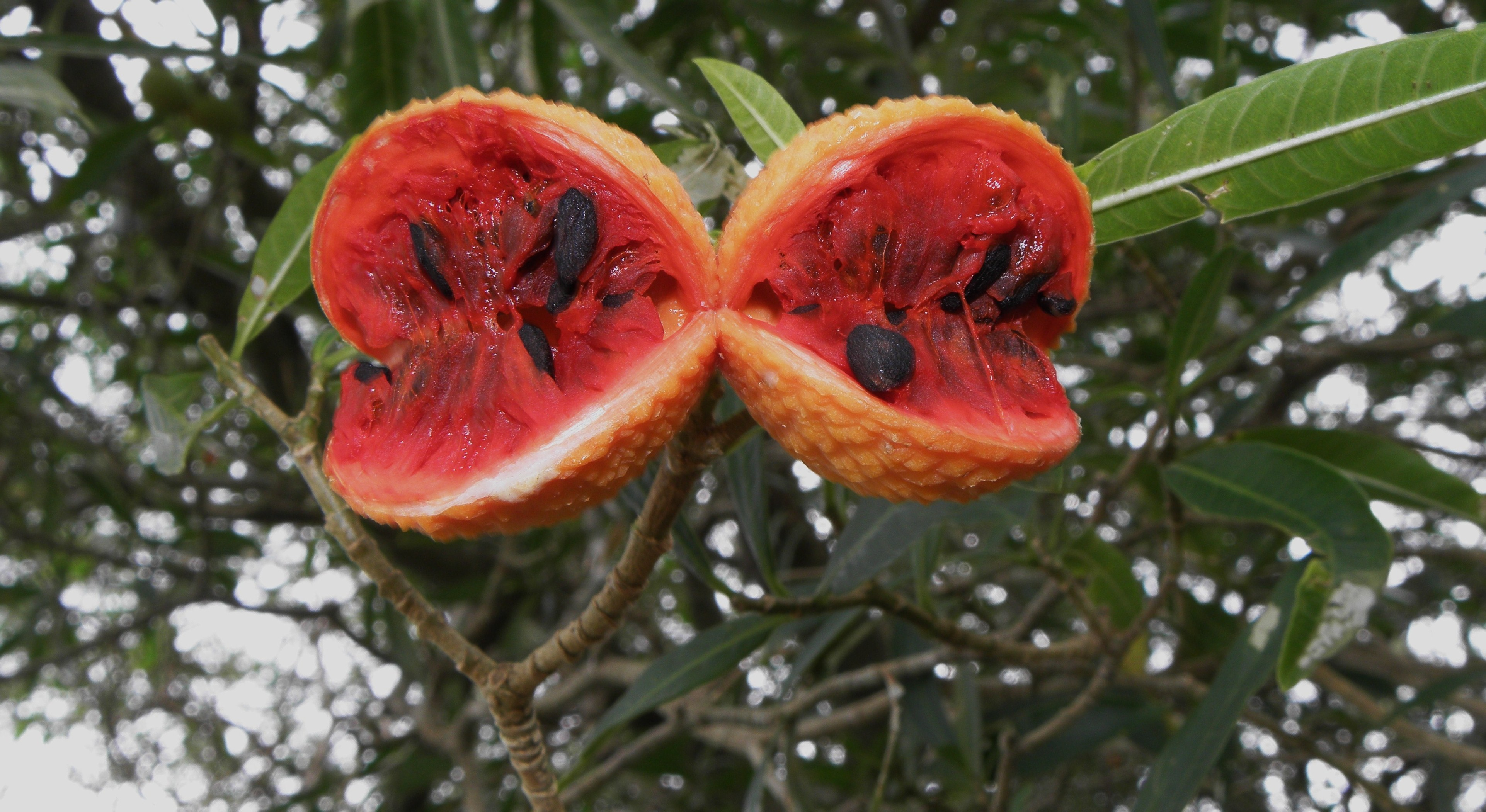
Frutos de palo víbora (Tabernaemontana catharinensis).

## Características
T. catharinensis es un árbol o arbolito de entre 3 y 10 metros de altura, y de tallos glabros (glabrescentes con la edad) con secreción lechosa. Las hojas, de ápice agudo, poseen formas que van desde angostamente elípticas hasta ovado-elípticas, y miden entre 5,3 y 13,9 cm por entre 1,3 y 3,1 cm de ancho.  
Florece de octubre a mayo. La inflorescencia es erecta, pudiendo ser axilar o terminal, con un número variado de flores de corola blanca. 
El fruto es carnoso y folicular, de color amarillo a anaranjado-rojizo al madurar, muricados por fuera, y con el ápice obtuso; miden de entre 2 y 3,4 cm por entre 1,3 y 2,2 cm. Las semillas miden entre 6,5 y 7,5 mm, y presentan un arilo de color rojizo o anaranjado. 

## Distribución y hábitat

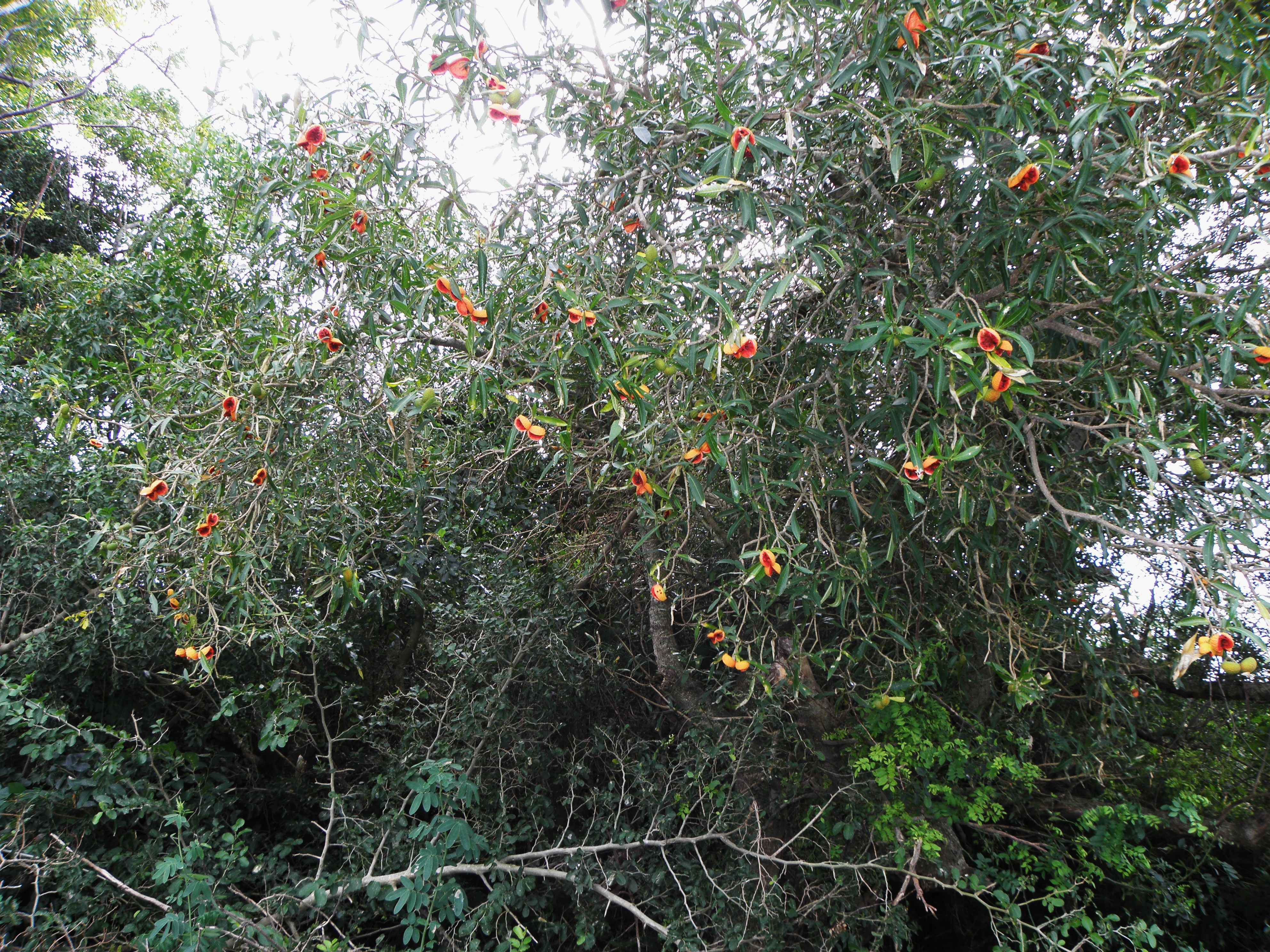
Palo víbora con frutos (Tabernaemontana catharinensis).

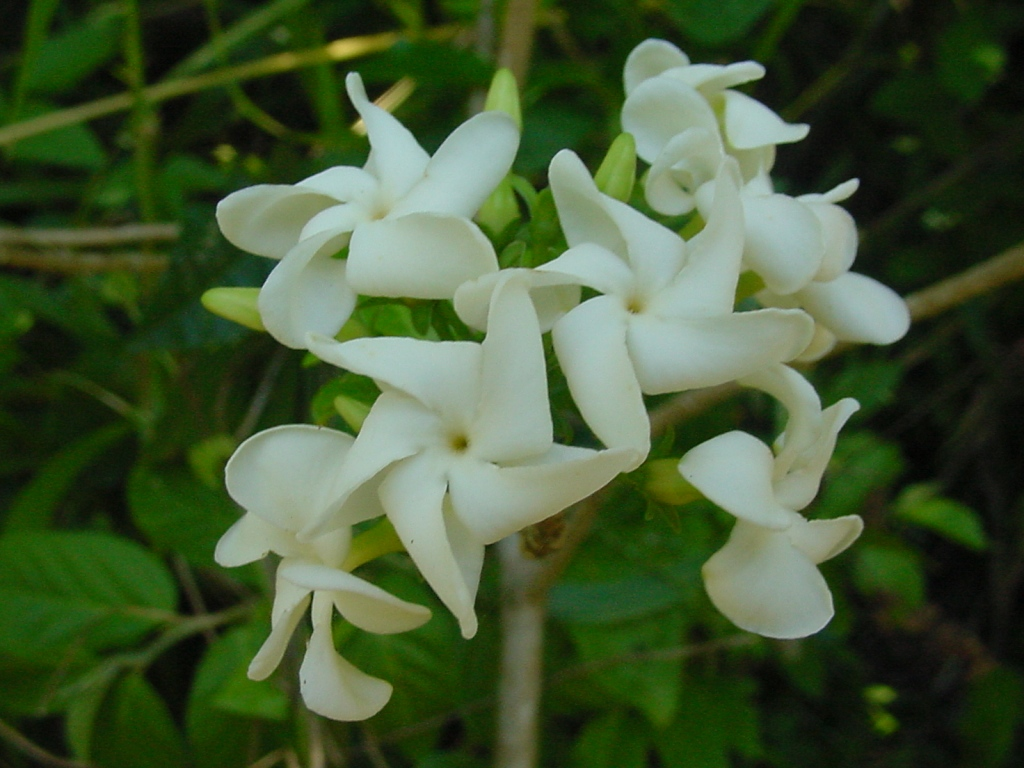
Flores

Esta especie se distribuye en bosques húmedos y selvas climáxicas y en galería del sur del Brasil, el este de Bolivia, Paraguay, el oeste del Uruguay, y en las provincias del nordeste de la Argentina, desde el este de Formosa y Chaco, el nordeste de Santa Fe, en todo Corrientes y Misiones, el noroeste y este de Entre Ríos, y posiblemente en el extremo nordeste de Buenos Aires, ya que la especie desciende por las galerías selváticas del río Uruguay y afluentes hasta la isla San Gabriel, frente a la ciudad uruguaya de Colonia, donde fue herborizado en la década de 1920. 

## Propiedades
La planta contiene el sesquiterpeno Alpha-Cadinol.

## Taxonomía
Tabernaemontana catharinensis fue descrita originalmente en el año 1844 por el botánico suizo Alphonse Pyrame de Candolle, basándose en un ejemplar colectado en la isla Santa Catarina, en el estado de brasileño de Santa Catarina. El ejemplar lectotipo fue designado por Leeuwenberg. 
Peschiera australis es una especie descrita originalmente en el año 1860 bajo el nombre de Tabernaemontana australis, con localidad tipo de Río Grande del Sur; hoy es sinonimizada con T. catharinensis.
En 1994, T. catharinensis fue recombinada pasando a ser: Peschiera australis. Años después volvió a ser incluida en el género Tabernaemontana y con el epíteto científico de T. catharinensis.
Etimología
Tabernaemontana: nombre genérico otorgado en honor de Jacob Theodor von Bergzabern (1520-1590). El siguiente es del Diccionario Etimológico de Nombres de Plantas de Stearn:. "... El médico personal del Conde de Palatino en Heidelberg, Alemania Occidental, latinizado con el nombre como Tabernaemontanus (que significa Tavern en las montañas).
catharinensis: epíteto geográfico que alude a su localización en la isla Santa Catarina.
Sinonimia
- Peschiera australis (Müll. Arg.) Miers,
- Peschiera australis (Müll. Arg.) Miers var. hilariana
- Peschiera hilariana (Müll. Arg.) Miers,
- Tabernaemontana australis Müll. Arg.,
- Tabernaemontana hilariana Müll. Arg.,
- Peschiera catharinensis (A. DC.) Miers.